# Artibeus anderseni
Artibeus anderseni е вид прилеп от семейство Американски листоноси прилепи (Phyllostomidae). Видът не е застрашен от изчезване.

## Разпространение
Разпространен е в Боливия, Бразилия, Еквадор, Колумбия и Перу.